# 貝恩角龍屬
貝恩角龍屬（學名：Bainoceratops）是角龍亞目恐龍的一屬，生存於上白堊紀坎帕階的亞洲。牠們是由Tereschenko及Alifanov於2003年所發表、命名。化石發現於蒙古南部。

## 分類
貝恩角龍屬於角龍亞目，角龍亞目恐龍是群植食性恐龍，擁有類似鸚鵡的喙狀嘴，生存於白堊紀的北美洲與亞洲。雖然貝恩角龍的化石只有一條脊柱，但已足以與原角龍有所分別，而且顯示牠們是安德薩角龍的近親。

## 食性
如同其他角龍亞目，貝恩角龍是植食性恐龍。在白堊紀期間，開花植物的地理範圍有限，所以蒙大拿角龍可能以當時的優勢植物為食，例如：蕨類、蘇鐵科、松科。牠們可能使用銳利的喙狀嘴咬下樹葉或針葉。

## 外部連結
- http://www.ntux.at/simonkrauter/newdinorama/dinos/b/bainoceratops/daten.htm（德文）%5B%5D
- Ceratopsia